# Pipistrel Virus
Der Pipistrel Virus ist ein Ultraleichtflugzeug des slowenischen Herstellers Pipistrel.

## Geschichte
Die Entwicklung des Virus auf der Basis des Schwestermodells Sinus begann im Jahre 1997. Der Jungfernflug fand 1999 statt, ein Jahr später begann die Serienproduktion. In den Jahren 2002, 2003 und 2004 nahm Ivo Boscarol mit einem Virus an den slowenischen UL-Meisterschaften teil, aus denen er jeweils als Gewinner hervorging.
In den Jahren 2007 und 2008 gewann eine modifizierte Variante des Virus die Gesamtwertung der NASA challenge. Diese Variante mit verkürzten Tragflächen ging 2008 als Virus SW in Serie.

## Konstruktion

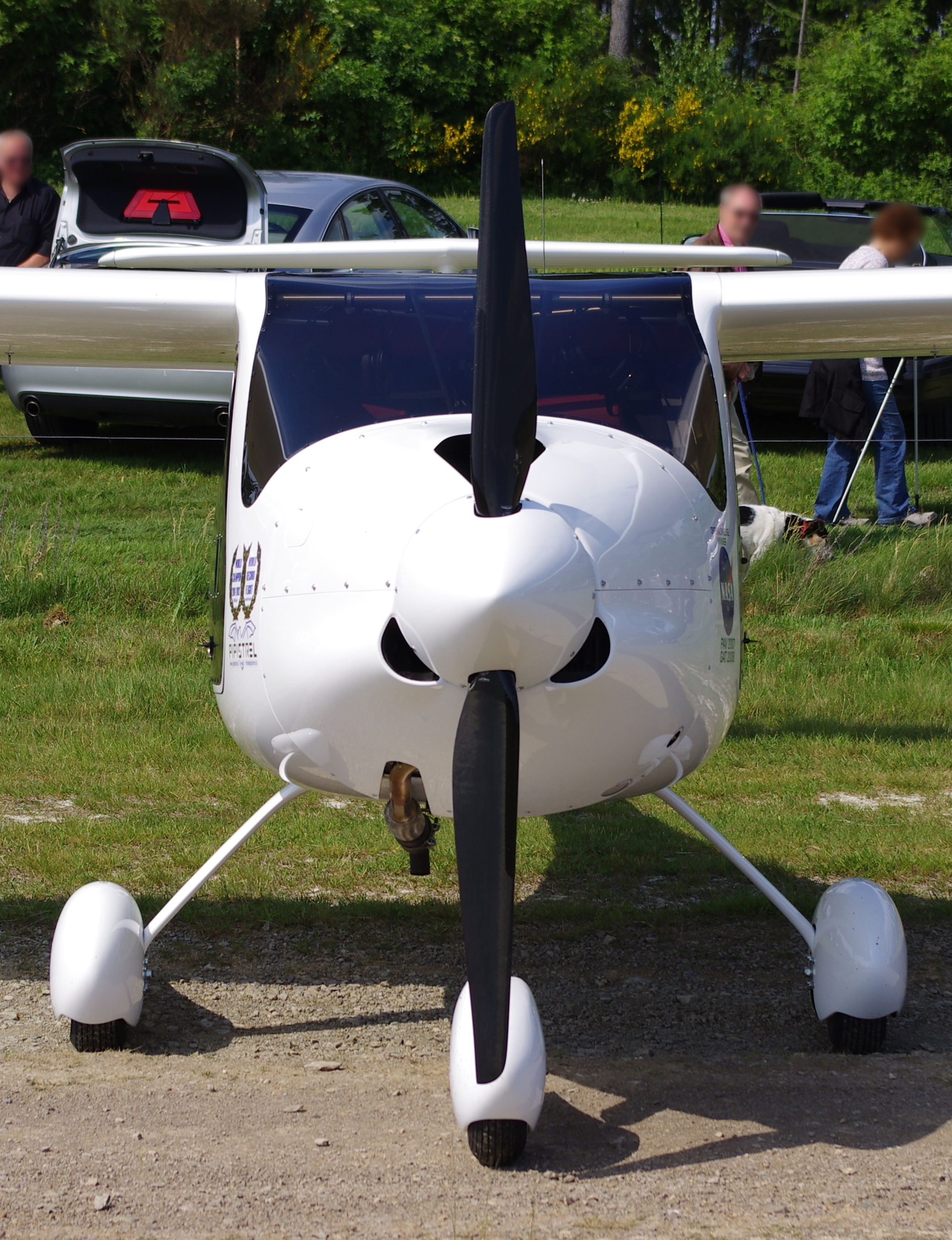
Frontansicht

Der Virus ist ein modernes zweisitziges Ultraleichtflugzeug in Kunststoffbauweise, dessen Rumpf vom Sinus übernommen wurde. Neben der Standardvariante mit Bugradfahrwerk ist auch eine Variante mit Spornrad erhältlich. Der Schulterdecker unterscheidet sich vom Schwestermodell hauptsächlich durch die kürzeren Tragflächen: In der Standardversion hat der Virus eine Spannweite von 12,64 m, die Version Virus SW („short wing“) hat 10,71 m.
Als Motor kommt standardmäßig der Rotax 912 UL mit 80 PS zum Einsatz. Die short wing-Variante ist darüber hinaus auch mit dem 100 PS starken Rotax 912 ULS zu haben (Virus 912 SW 100)
Seit 2010 existieren an die Zulassungsbedingungen der US-amerikanischen LSA-Klasse angepasste Versionen von Virus und Virus SW. Da die amerikanischen Bestimmungen für diese Klasse einen Verstellpropeller ausschließen, ist der Anstellwinkel der Propellerblätter bei diesen Versionen im motorisierten Flug fest vorgegeben. Bei abgestelltem Triebwerk fährt der Propeller der Standardversion automatisch in Segelflugstellung.

## Militärische Nutzung
Indien194 Virus SW 80 GARUD sind fest bestellt + 100 Optionen. Lieferbeginn Mitte 2016.

## Technische Daten

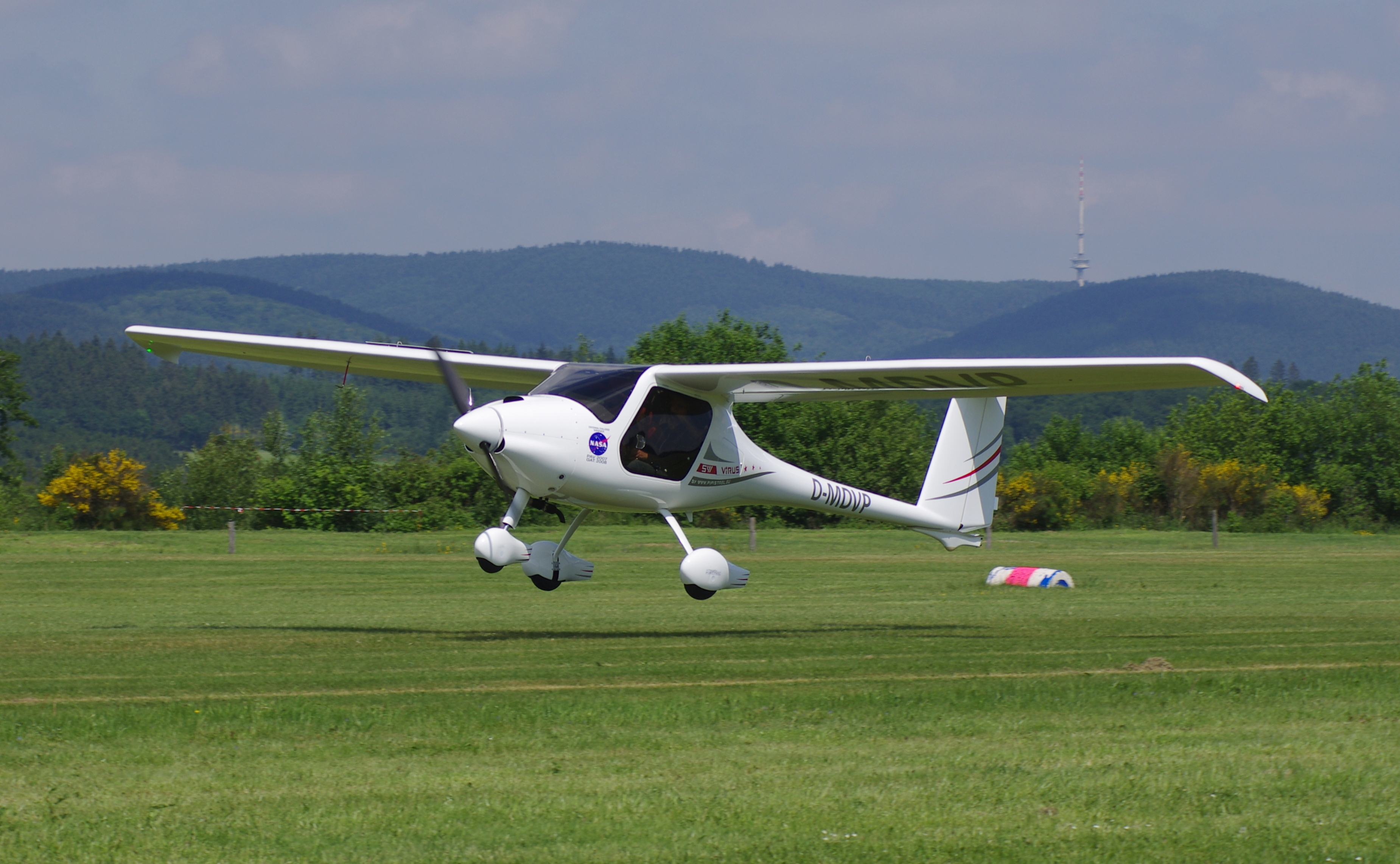
Virus SW bei der Landung

| Kenngröße                 | Virus 912        | Virus 912 SW 80  | Virus 912 SW 100  |
| ------------------------- | ---------------- | ---------------- | ----------------- |
| Länge                     | 6,5 m            | 6,5 m            | 6,5 m             |
| Spannweite                | 12,64 m          | 10,71 m          | 10,71 m           |
| Höhe                      | 1,85 m           | 1,85 m           | 1,85 m            |
| Flügelfläche              | 11 m²            | 9,51 m²          | 9,51 m²           |
| Flügelstreckung           | 14,5             | 12,1             | 12,1              |
| Gleitzahl                 | 24 bei 110 km/h  | 17 bei 118 km/h  | 15 bei 118 km/h   |
| Leermasse                 | 284 kg           | 287 kg           | 289 kg            |
| max. Startmasse           | 472,5 kg         | 472,5 kg         | 472,5 kg          |
| Reisegeschwindigkeit      | 225 km/h         | 246 km/h         | 273 km/h          |
| Höchstgeschwindigkeit     | 240 km/h         | 264 km/h         | 283 km/h          |
| Dienstgipfelhöhe (450 kg) | 6200 m           | 6200 m           | 6800 m            |
| Reichweite                | 1280 km          | 1650 km          | 1450 km           |
| Triebwerke                | ein Rotax 912 UL | ein Rotax 912 UL | ein Rotax 912 ULS |